# Kehra
Kehra är en stad i Estland. Den är centralort i Anija kommun i landskapet Harjumaa, 30 km öster om huvudstaden Tallinn. Antalet invånare var 2 639 år 2011. Kehra var en egen stadskommun (linn) till 2002 då staden förenades med Anija kommun.
Kehra ligger 58 meter över havet.